# Заслужений діяч науки РРФСР
Заслу́жений дія́ч нау́ки РРФСР (рос. Заслуженный деятель науки РСФСР) — державна нагорода, почесне звання Російської Радянської Федеративної Соціалістичної Республіки (РРФСР).
Було встановлене 10 серпня 1931 року.
Присвоєння звання здійснювалось відповідно до Указу Президії Верховної Ради РРФСР за особливі заслуги в галузі науки з врученням громадянину Почесної грамоти.
Указом Президії Верховної Ради РРФСР від 30 серпня 1985 року № 1284-ХІ "Про заснування нагрудних знаків «Заслужений діяч науки і техніки РРФСР» і «Заслужений діяч науки РРФСР» був заснований нагрудний знак до звання «Заслужений діяч науки РРФСР».
Указом Президента Російської Федерації від 30 грудня 1995 року, який набрав чинності з 1 квітня 1996 року, була встановлена нова система почесних звань Російської Федерації. Нагородження знаком «Заслужений діяч науки РРФСР» припинено.